# HOV Lane
Pistes de Pink Friday Roman Reloaded
Beez In The Trap
(4) Roman Reloaded
(6)
HOV Lane est un single de Nicki Minaj tiré de l'album Pink Friday Roman Reloaded sorti en 2012. 

## Analyse du titre
Dans la chanson, Nicki Minaj répète a plusieurs reprises qu'elle est dans le "HOV lane", ce qui a un Double sens. 
En anglais, un HOV lane (High-occupancy vehicle lane) est une voie réservée aux véhicules à occupation multiple, un métaphore qui représente le succès et la position élevée dans l'industrie de la musique de la rappeuse. En empruntant cette voie spéciale, elle se distingue du reste de la foule et accélère son ascension vers le sommet. 
HOV est également un autre nom pour le rappeur prolifique Jay-Z. Nicki Minaj souligne donc qu'elle se situe au même niveau de talent que le géant et qu'elle suit ses traces pour réussir.